# Beschuitbol
De beschuitbol is het voorstadium van het bekendere beschuit. De beschuitbol wordt in fabrieken gebakken in metalen doppen. Ook bakkers gingen dit in de 19e eeuw doen aangezien het publiek de voorkeur gaf aan de gelijkmatig gevormde beschuiten uit de fabriek. Na een eerste keer bakken worden de beschuitbollen in tweeën gesneden en nogmaals gebakken, wat resulteert in het beschuit. De beschuitbol bestaat uit bloem, gist, zout, basterdsuiker, beschuitgelei en eieren. De voedingswaarde komt overeen met die van het beschuit en brood waarbij beschuit minder en brood meer vocht bevat. De beschuitbol is mals van structuur in tegenstelling tot beschuit dat bros is. Het baksel wordt gegeten met hartig of met zoet beleg.